# NGC 2892
NGC 2892 je galaksija u zviježđu Velikom medvjedu.

## Vanjske poveznice
- SEDS: NGC 2892